# Трубецкой, Владимир Александрович
Князь Влади́мир Алекса́ндрович Трубецко́й (1825, Киев — 1880) — камергер (1862), действительный статский советник (1865), егермейстер (1872), глава Воронежской губернии.

## Биография
Происходил из рода князей Трубецких — потомок генерал-фельдмаршала Никиты Юрьевича Трубецкого. Старший сын полковника в отставке князя Александра Петровича Трубецкого (1792—1853) от брака его с Луизой Валентиновной Росцишевской (ум. 1881). В первые годы жизни проживал в семье дяди декабриста С. П. Трубецкого. Обучался на юридическом факультете Казанского университета (выпуск 1844).
С 1847 года занимал место товарища председателя Нижегородской палаты уголовного суда, с июня 1830 года — её председатель.
С 1845 по 1846 года служил в Департаменте министерства юстиции, состоял в качестве младшего чиновника при сенаторе А. Н. Пещурове во время его ревизии в Псковской губернии «для наблюдения за продовольствием» во время неурожая. С 22 июня 1846 года был стряпчим уголовных дел в Петербургской губернской палате, с конца 1850-х годов состоял управляющим Московской удельной конторы.

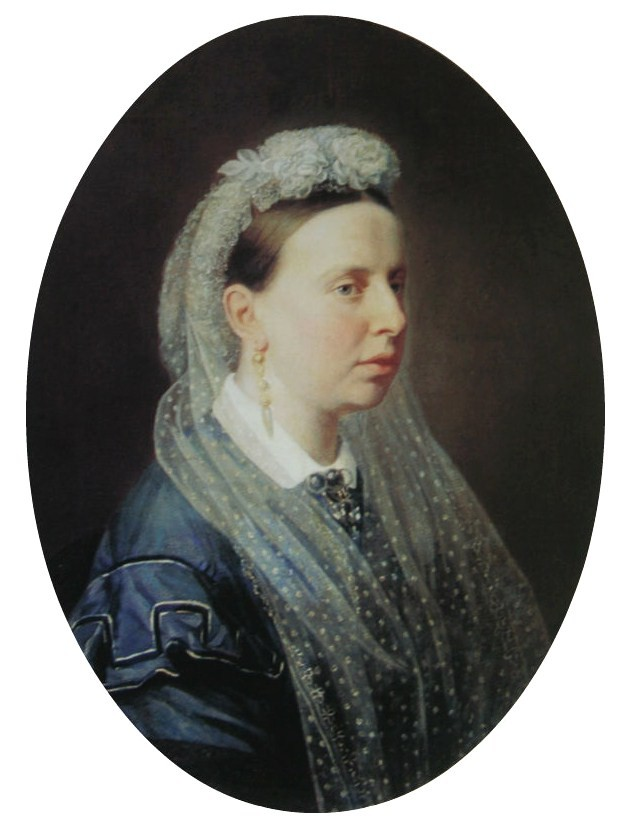
Мария Трубецкая на портрете С. К. Зарянко

В январе 1864 года был назначен воронежским губернатором. При Трубецком в губернии начали действовать земские и новые судебные учреждения, была построена железная дорога Воронеж — Козлов (1868), издавались частные газеты «Дон» (1868) и «Воронежский телеграф» (1869).
При содействии князя на средства мецената А. С. Мазараки было создано воронежское отделение Русского музыкального общества. В 1871 году Трубецкой был переведен в Петербург. Будучи присутствующим в Егермейстерской конторе, был пожалован чином егермейстера. Состоял членом Совета Министерства государственных имуществ. Скончался в 1880 году.
По словам современников, князь Трубецкой был «умный, толковый и в то же время гостеприимный весельчак, любивший подурачиться» и «покутить». «Его все любили за любезность, общительность и всегда веселый характер». Был дружен с В. И. Далем, Чернышевским и семьей Добролюбовых. После смерти последних Трубецкой был опекуном их малолетних детей, в том числе и старшего Николая, будущего литературного критика.

## Семья

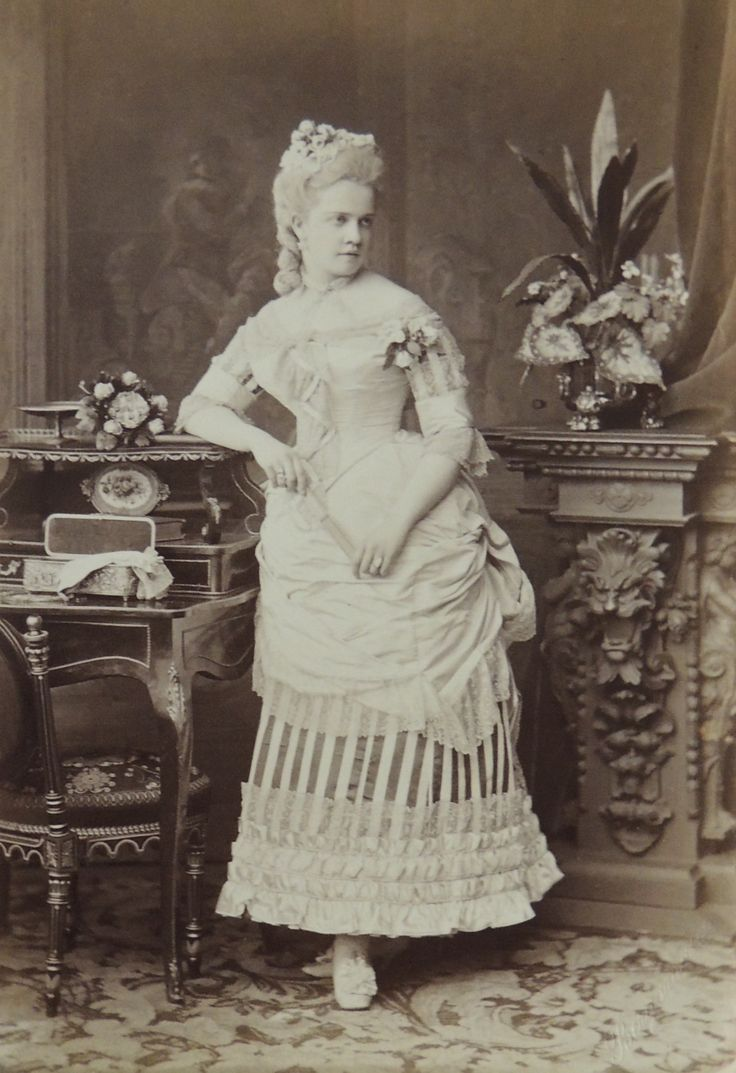
Дарья Трубецкая

Жена (с 23.04.1847) — Мария Алексеевна Пещурова (1817—06.12.1889), фрейлина двора (21.04.1836), старшая дочь витебского и псковского губернатора А. Н. Пещурова и внучка генерала Х. М. Комнено. В период губернаторства мужа в Воронеже возглавляла женское благотворительное отделение при «Попечительном о бедных комитете». Будучи довольно болезненной, княгиня Трубецкая редко посещала общество и жила тихо и скромно. По отзыву современников, была «умная и приятная женщина», «очень остроумная вдобавок и души не чаявшая в единственной дочери». Скончалась в с. Нестюгино Опочецкого уезда. Дети:
- Елизавета (1848—ум. в детстве)
- Дарья (1851—1916), фрейлина двора (01.01.1873), замужем (с 15.07.1879, Карлсруэ) за посланником в Штутгарте бароном Владимиром Александровичем Фредериксом (1834—1892).
- Фёкла (1855—ум. в детстве)

## Награды
Российской империи:
- Орден Святого Станислава 1-й степени
- Орден Святой Анны 1-й степени
- Орден Святого Владимира 2-й степени
- Медаль «В память войны 1853—1856»
- Медаль «За труды по устройству удельных крестьян»

Иностранных государств:
- Орден Железной короны 1-й степени (Австро-Венгрия)
- Орден Красного орла 2-й степени со звездой (Королевство Пруссия)
- Орден Саксен-Эрнестинского дома большой крест
- Орден Вендской короны командорский крест 1-го класса (Великое герцогство Мекленбург-Шверин)
- Орден Спасителя 1-й степени (Королевство Греция)